# Biergarnitur

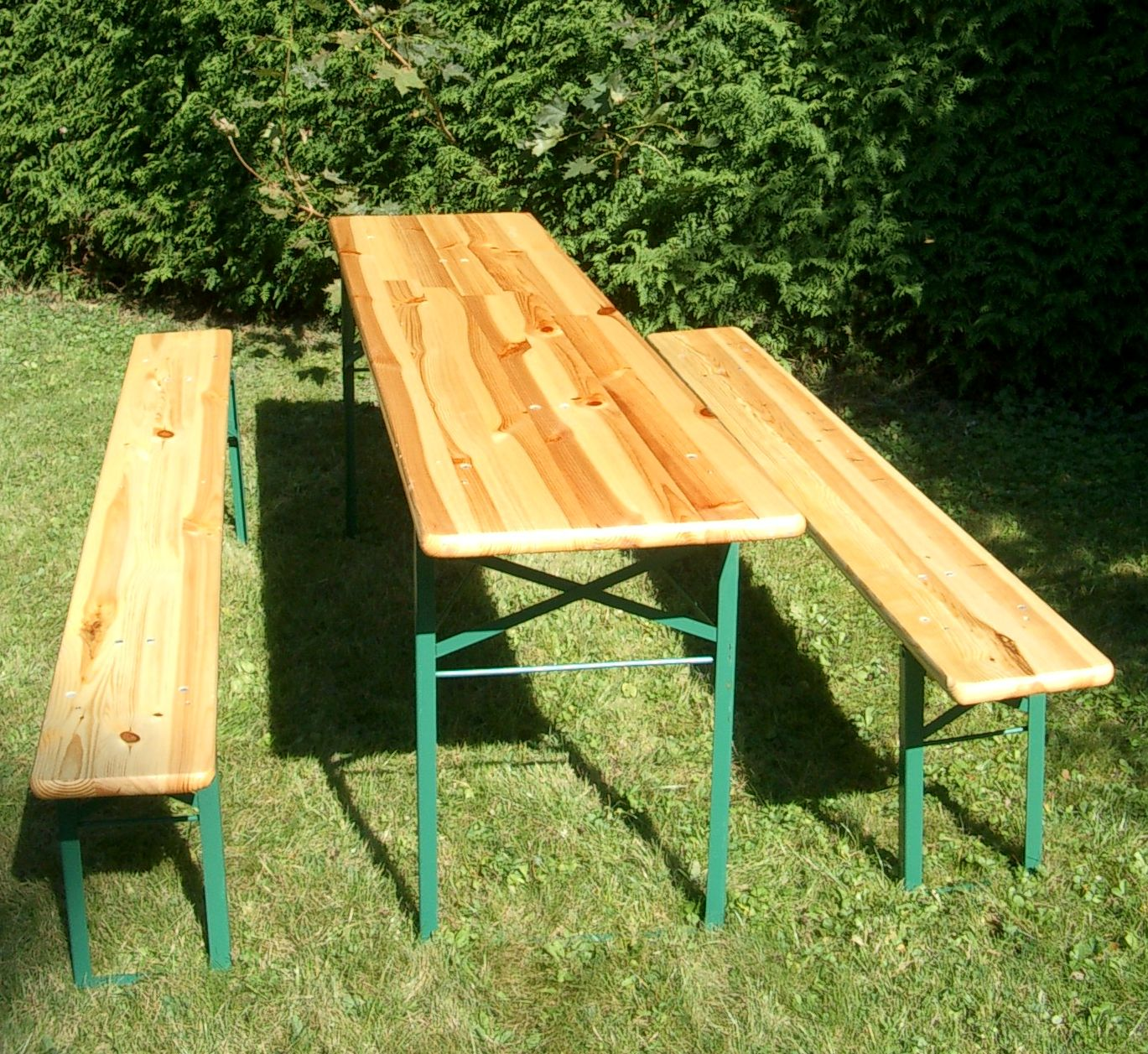
Biertischgarnitur (combinación de una biertisch ('mesa larga cervecera') con dos bierbänke ('bancas largas cerveceras')).

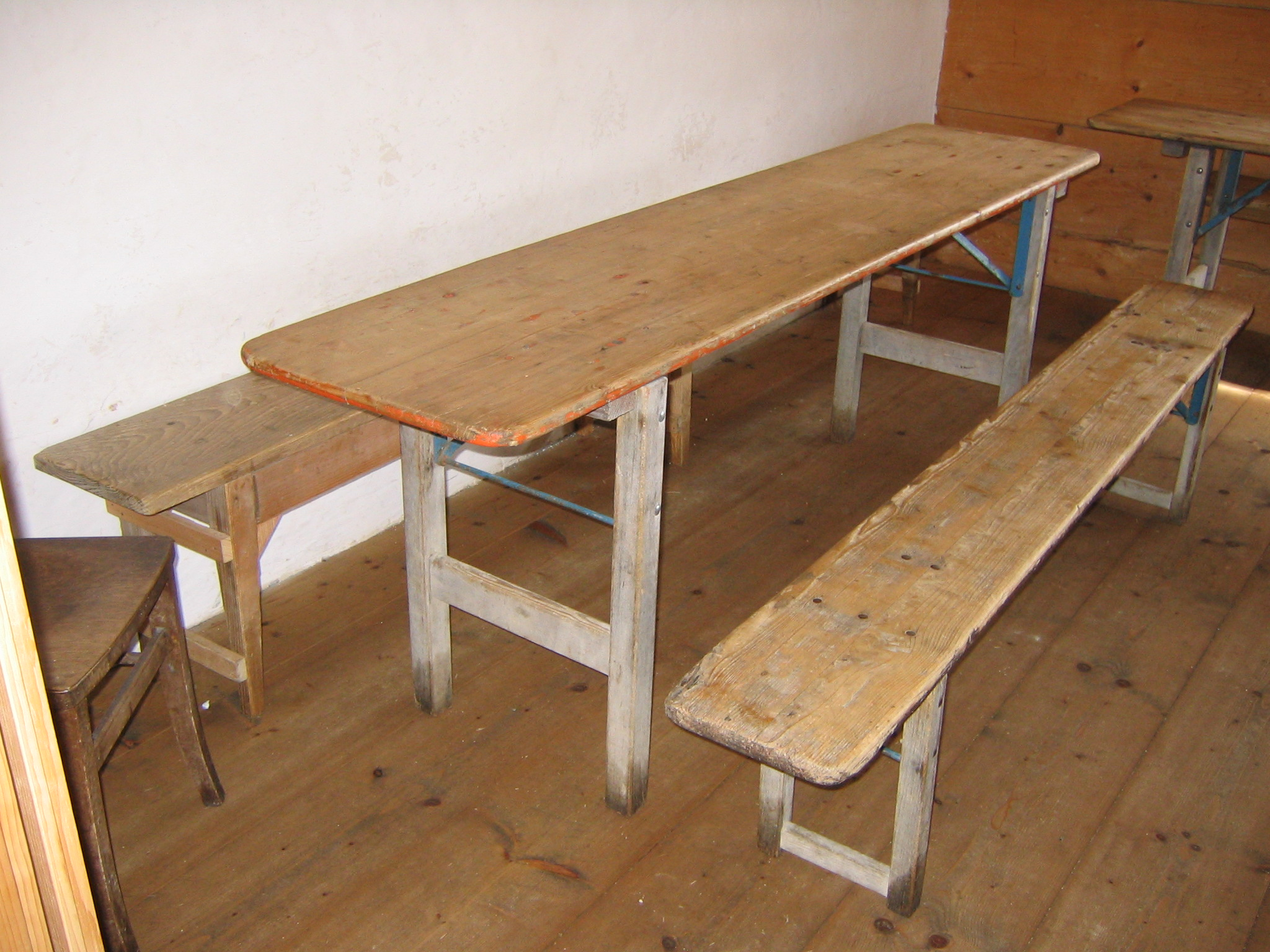
Una variante vieja.

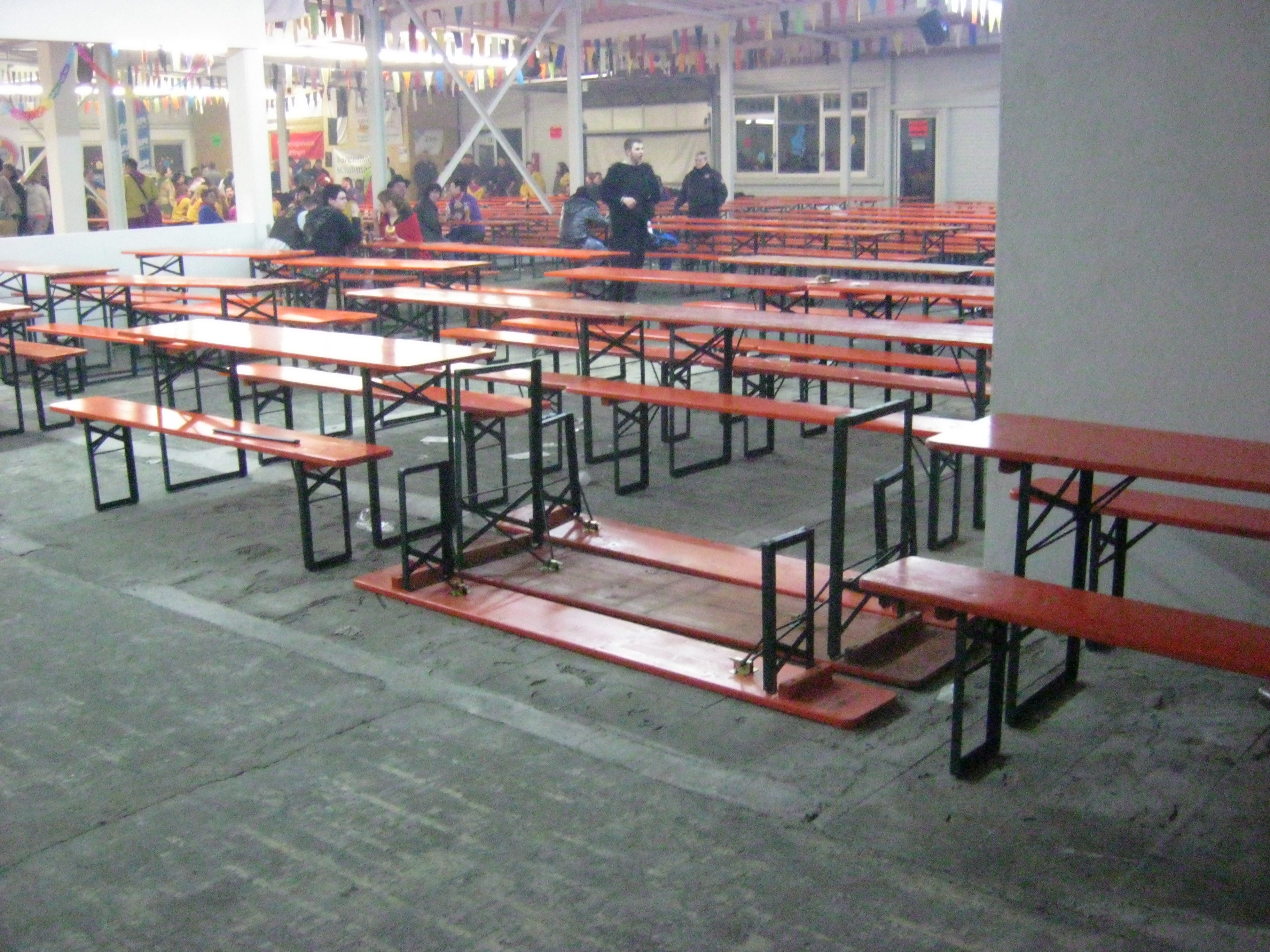
Biergarnituros en una fiesta de carnaval.

Un biergarnitur, también llamado bierzeltgarnitur, es una combinación de una biertisch ('mesa cervecera') y dos bierbänke ('bancos cerveceros'). En Austria se le llama heurigengarnitur. Normalmente, este mobiliario es una combinación de tablas y bancas de madera, ambas con piernas metálicas plegables. Se fabrican en serie y son fácilmente apilables y transportables. También son de gran duración y resistentes al agua.
Con frecuencia, especialmente en el tiempo de calor, se puede encontrar este mobiliario protegido por grandes tiendas (de plástico o de lona). También en las diferentes festividades tradicionales (como el Oktoberfest) es muy común esta combinación.

## Componentes

### Biertisch('mesa larga cervecera')
La mesa consiste de una superficie de madera con patas metálicas (antiguamente, también eran parcialmente de madera). La medida de la superficie es de 22 dm de largo por 5 dm de ancho, aunque también existe de 22 dm por 8 dm. Las patas ofrecen una mecánica simple que permite sean dobladas fácilmente, tanto para guardarlas como para usarlas. Existen en diferentes variantes y colores, siendo los más comunes el color natural de la madera, el naranja o el verde.

### Bierbank('banca larga cervecera')
Las bancas son construidas, normalmente, con el mismo diseño de la mesa; tienen su mismo largo y el ancho es de 25 cm. También las patas son plegables. Cada banca tiene espacio para cuatro a seis adultos, por lo que cerca de 10 personas se pueden sentar cómodamente alrededor de la mesa.

## Variantes
Además del mobiliario tradicional existen otras variantes, como, por ejemplo, las mesas redondas. Estas no son muy comunes y ocupan bancos o sillas normales (estas, muchas veces, con brazos).
- Datos: Q857838
- Multimedia: Beer furniture / Q857838